# West Jefferson (Ohio)
West Jefferson es una villa ubicada en el condado de Madison en el estado estadounidense de Ohio. En el Censo de 2010 tenía una población de 4222 habitantes y una densidad poblacional de 334,66 personas por km².

## Geografía
West Jefferson se encuentra ubicada en las coordenadas 39°56′58″N 83°18′30″O / 39.94944, -83.30833. Según la Oficina del Censo de los Estados Unidos, West Jefferson tiene una superficie total de 12.62 km², de la cual 12.56 km² corresponden a tierra firme y (0.43%) 0.05 km² es agua.

## Demografía
Según el censo de 2010, había 4222 personas residiendo en West Jefferson. La densidad de población era de 334,66 hab./km². De los 4222 habitantes, West Jefferson estaba compuesto por el 97.63% blancos, el 0.45% eran afroamericanos, el 0.05% eran amerindios, el 0.26% eran asiáticos, el 0.02% eran isleños del Pacífico, el 0.17% eran de otras razas y el 1.42% pertenecían a dos o más razas. Del total de la población el 0.88% eran hispanos o latinos de cualquier raza.